# إيفلين بورغس
إيفلين بورغس (بالإنجليزية: Eveline Burgess)‏ هي لاعب شطرنج أمريكية، ولدت في 19 سبتمبر 1856، وتوفيت في 10 يوليو 1936.